# Турска на Европском првенству у атлетици у дворани 1971.
Турска је учествовала на 2. Европском првенству у дворани 1971 одржаном у Софији, (Бугарска), 13. и 14. марта. У другом учешћу на европским првенствима у дворани репрезентацију Турске представљала су 4 атлетичара који су се такмичили у исти толико дисциплина.
На овом првенству Турска није освојила ниједну медаљу. Турске нема ни у табели успешности према броју и пласману такмичара који су учествовали у финалним такмичењима (првих 8 такмичара) Турска и Данска биле су једина земље која није имала ниједног финалисту на овон првенству од 23 земље учеснице.

## Учесници
| Бр. | Дисциплина | Мушкарци      | Жене | Укупно |
| --- | ---------- | ------------- | ---- | ------ |
| 1.  | 800 м      | Али Ерте      |      | 1      |
| 2.  | 1.560 м    | Мехмет Тумкан |      | 1      |
| 3.  | Скок удаљ  | Салих Мерџан  |      | 1      |
| 4.  | Троскок    | Аскин Туна    |      | 1      |
|     | Укупно (4) | 4             | 0    | 4      |

## Резултати

### Мушкарци
| Атлетичар     | Дисциплина | Лични рекорд | Квалификације | Квалификације | Полуфинале | Полуфинале | Финале               | Финале   | Детаљи |
| Атлетичар     | Дисциплина | Лични рекорд | Резултат      | Место         | Резултат   | Место      | Резултат             | Место    | Детаљи |
| ------------- | ---------- | ------------ | ------------- | ------------- | ---------- | ---------- | -------------------- | -------- | ------ |
| Али Ерте      | 800 м      |              | 1:58,0        | 5. у гр. 2    |            |            | Није се квалификовао | 12 / 12  |        |
| Мехмет Тумкан | 1.500 м    | 3:51,2       | 3:57,8        | 5. у гр. 1    |            |            | Није се квалификовао | 22 / 24  |        |
| Салих Мерџан  | скок удаљ  |              |               |               |            |            | 6,98 ЛР              | 16. / 17 |        |
| Аскин Туна    | троскок    | 15,48        |               |               |            |            | 14,07 ЛРС            | 15. / 15 |        |

## Биланс медаља Турске после 2. Европског првенства у дворани 1970—1971.
|                                              | Земља                                        |                                              |                                              |                                              |                                              |                                              |
| Турска није освајала медаље на ЕП у дворани. | Турска није освајала медаље на ЕП у дворани. | Турска није освајала медаље на ЕП у дворани. | Турска није освајала медаље на ЕП у дворани. | Турска није освајала медаље на ЕП у дворани. | Турска није освајала медаље на ЕП у дворани. | Турска није освајала медаље на ЕП у дворани. |
| -------------------------------------------- | -------------------------------------------- | -------------------------------------------- | -------------------------------------------- | -------------------------------------------- | -------------------------------------------- | -------------------------------------------- |

|                                        | Атлетичар                              | Земља                                  |                                        |                                        |                                        |                                        |
| Није било вишеструких освајача медаља. | Није било вишеструких освајача медаља. | Није било вишеструких освајача медаља. | Није било вишеструких освајача медаља. | Није било вишеструких освајача медаља. | Није било вишеструких освајача медаља. | Није било вишеструких освајача медаља. |
| -------------------------------------- | -------------------------------------- | -------------------------------------- | -------------------------------------- | -------------------------------------- | -------------------------------------- | -------------------------------------- |